# الحميرة (لبنان)
الحميرة هي إحدى القرى اللبنانية من قرى قضاء صور في محافظة الجنوب.

## السكان
berry